# Goldie és a nagyon nagykorúak
A Goldie és a nagyon nagykorúak (eredeti cím: Goldie's Oldies) 2021-ben vetített brit vígjáték sorozat, amelyet Evan Thaler Hickey alkotott.
A sorozat producerei Sam Ferguson, Gayle Cope és Candida Julian-Jones. A főszerepben Laura Barraclough, Ifan Huw Dafydd, Imogen Faires, Sid Goldman, Gareth Hale, Jack Kane, Eileen O'Brien, Josephine Welcome, Melanie Gutteridge. 
A sorozatot a ViacomCBS International Studios gyártja, forgalmazója a Nickelodeon.
Az Egyesült Királyságban 2021. március 15-től volt látható a Nickelodeonon. Magyarországon a TeenNick és a Nickelodeon mutatta be 2021. május 24-én. 

## Cselekmény
A 14 éves Goldie élete fenekestül felfordul, amikor családja Maury nagypapájához költözik, és a három hetvenvalahány éves, teljesen bolondos lakótársához. Goldie így pedig egy teljesen új családot is nyer magának.

## Szereplők

### Főszereplők
| Szereplő       | Színész            | Magyar hangja   |
| -------------- | ------------------ | --------------- |
| Goldie         | Imogen Faires      | Mayer Szonja    |
| Maury nagypapa | Gareth Hale        | Faragó András   |
| Loren          | Laura Barraclough  | Vida Sára       |
| Terrance       | Ifan Huw Dafydd    | Várkonyi András |
| Danny          | Sid Goldman        | Pál Dániel Máté |
| Sherri         | Melanie Gutteridge | Ősi Ildikó      |
| Shawn          | Jack Kane          | Tóth Márk       |
| Esther         | Eileen O'Brien     | Halász Aranka   |
| Rainbow        | Josephine Welcome  | Sági Tímea      |

### Magyar változat
A szinkron az SDI Media Hungary készítette.
- Bemondó: Schmidt Andrea
- Magyar szöveg: Boros Karina
- Hangmérnök: Császár Bíró Szabolcs
- Vágó: Hajzler László
- Gyártásvezető: Bogdán Anikó
- Szinkronrendező: Faragó József
- Produkciós vezető: Koleszár Emőke

## Évados áttekintés
| Évad | Évad | Epizódok | Eredeti sugárzás  | Eredeti sugárzás    | Magyar sugárzás a -on | Magyar sugárzás a -on | Magyar sugárzás a -en | Magyar sugárzás a -en |
| Évad | Évad | Epizódok | Évadpremier       | Évadfinálé          | Évadpremier           | Évadfinálé            | Évadpremier           | Évadfinálé            |
| ---- | ---- | -------- | ----------------- | ------------------- | --------------------- | --------------------- | --------------------- | --------------------- |
|      | 1    | 20       | 2021. március 15. | 2021. augusztus 31. | 2021. május 24.       | 2021. július 16.      | 2021. május 24.       | 2021. október 15.     |

## Évadok

### 1. évad (2021)
| #   | Eredeti cím                      | Magyar cím                       | Rendezte                         | Írta                              | Eredeti premier     | Magyar premier   | Magyar premier     | Gyártási kód |                            |                   |                   |                   |                 |                 |     |
| --- | -------------------------------- | -------------------------------- | -------------------------------- | --------------------------------- | ------------------- | ---------------- | ------------------ | ------------ | -------------------------- | ----------------- | ----------------- | ----------------- | --------------- | --------------- | --- |
| #   | Eredeti cím                      | Magyar cím                       | Rendezte                         | Írta                              | Eredeti premier     | 1.               | All Hands Off Tech | Gyártási kód | El a kezekkel a kütyüktől! | Jacqueline Pepall | Anthony MacMurray | 2021. március 15. | 2021. május 26. | 2021. május 26. | 101 |
| 2.  | Game of Phones                   | Mobilok harca                    | Jonathan Gershfield              | Evan Thaler Hickey                | 2021. március 16.   | 2021. május 28.  | 2021. május 28.    | 102          |                            |                   |                   |                   |                 |                 |     |
| 3.  | Dirty Rotten Housemates          | Aljas kis csalók                 | Jonathan Gershfield              | Julia Kent                        | 2021. március 17.   | 2021. június 1.  | 2021. június 1.    | 103          |                            |                   |                   |                   |                 |                 |     |
| 4.  | Smells Like Teen Spirits         | Szellemes tinik                  | Dominic Brigstocke               | Evan Thaler Hickey                | 2021. március 18.   | 2021. május 25.  | 2021. május 25.    | 104          |                            |                   |                   |                   |                 |                 |     |
| 5.  | Sherr-ing Means Caring           | KÁR                              | Jacqueline Pepall                | Evan Thaler Hickey                | 2021. március 19.   | 2021. május 24.  | 2021. május 24.    | 105          |                            |                   |                   |                   |                 |                 |     |
| 6.  | Spoiler Alert!                   | Ne lődd le a végét!              | Jacqueline Pepall                | Jon MacQueen                      | 2021. március 22.   | 2021. május 27.  | 2021. május 27.    | 106          |                            |                   |                   |                   |                 |                 |     |
| 7.  | Goldie & The Real Boy            | Goldie és az álomrandi           | Jonathan Gershfield              | Mark Oswin                        | 2021. március 23.   | 2021. május 31.  | 2021. május 31.    | 107          |                            |                   |                   |                   |                 |                 |     |
| 8.  | Murder, She Remote               | A távirányító gyilkos            | Jonathan Gershfield              | Adam G Goodwin és Jonathan Parkyn | 2021. március 24.   | 2021. június 2.  | 2021. június 2.    | 108          |                            |                   |                   |                   |                 |                 |     |
| 9.  | Live and Let Spy                 | Rémes kémes                      | Dominic Brigstocke               | Evan Thaler Hickey                | 2021. március 25.   | 2021. június 3.  | 2021. június 3.    | 109          |                            |                   |                   |                   |                 |                 |     |
| 10. | We Came Here to Party            | Buli van!                        | Jonathan Gershfield              | Lucy Guy                          | 2021. március 26.   | 2021. június 4.  | 2021. június 4.    | 110          |                            |                   |                   |                   |                 |                 |     |
| 11. | Hide & Sneak                     | Bújócska                         | Dominic Brigstocke               | Madeleine Brettingham             | 2021. május 14.     | 2021. július 5.  | 2021. október 4.   | 111          |                            |                   |                   |                   |                 |                 |     |
| 12. | The Big Sleepover                | Pizsama parti                    | Ian Curtis                       | Evan Thaler Hickey                | 2021. május 21.     | 2021. július 6.  | 2021. október 5.   | 112          |                            |                   |                   |                   |                 |                 |     |
| 13. | Kicking and Scheming             | Fuccs a focinak                  | Ian Curtis                       | Anthony Q Farrell                 | 2021. május 28.     | 2021. július 7.  | 2021. október 6.   | 113          |                            |                   |                   |                   |                 |                 |     |
| 14. | Stand By Your Plan               | Tarts ki a terved mellett        | Ian Curtis                       | Mark Oswin                        | 2021. augusztus 23. | 2021. július 8.  | 2021. október 7.   | 114          |                            |                   |                   |                   |                 |                 |     |
| 15. | Stealth & Safety                 | A szökési kísérlet               | Dominic Brigstocke               | Mark Oswin                        | 2021. augusztus 24. | 2021. július 9.  | 2021. október 8.   | 115          |                            |                   |                   |                   |                 |                 |     |
| 16. | Rom-Comedy of Errors             | Romantikus vígjáték hibákkal     | Ian Curtis és Dominic Brigstocke | Adam G Goodwin és Jonathan Parkyn | 2021. augusztus 25. | 2021. július 12. | 2021. október 11.  | 116          |                            |                   |                   |                   |                 |                 |     |
| 17. | A Fridge Too Far                 | Kard, ki kard!                   | Ian Curtis                       | Jon MacQueen                      | 2021. augusztus 26. | 2021. július 13. | 2021. október 12.  | 117          |                            |                   |                   |                   |                 |                 |     |
| 18. | Misadventures in Babysitting     | Szerencsétlen bébicsőszködés     | Ian Curtis                       | Lucy Guy                          | 2021. augusztus 28. | 2021. július 14. | 2021. október 13.  | 118          |                            |                   |                   |                   |                 |                 |     |
| 19. | Taxi Reviver                     | Taxi-mánia                       | Dominic Brigstocke               | Julia Kent                        | 2021. augusztus 30. | 2021. július 15. | 2021. október 14.  | 119          |                            |                   |                   |                   |                 |                 |     |
| 20. | An American Weird Girl in London | Egy fura amerikai lány Londonban | Dominic Brigstocke               | Mark Oswin                        | 2021. augusztus 31. | 2021. július 16. | 2021. október 15.  | 120          |                            |                   |                   |                   |                 |                 |     |